# Marie Bouttier
Marie Bouttier, auch bekannt als Madame Bouttier (* 1839 in Lyon; † 1921), war eine französische Künstlerin der Art brut.

## Leben
Marie Bouttier wurde 1839 in Lyon geboren. Ihre Familie gehörte zu den Canuts, wie die Seidenweber in Lyon genannt wurden. Sie arbeitete als Seidenweberin in der Werkstatt ihres Vaters. Den Weber André Bouttier heiratete sie 1862 und im folgenden Jahr kam die gemeinsame Tochter zur Welt. Marie Bouttier interessierte sich für das Okkulte und gehörte zur Gruppe von Spiritisten, die von Alphonse Bouvier, einem Herausgeber einer auf dieses Thema spezialisierten Zeitschrift, geleitet wurde. Sie begann im Alter von sechzig Jahren in Trance Zeichnungen mit Bleistift anzufertigen. Ihre Arbeiten zeigen seltsame Kreaturen von undeutlicher Gestalt, in denen sich Pflanzenmotive vermischen und das Laub sich in Insekten, Fische oder Larven zu verwandeln scheint.
Ihre Werke finden sich in der Sammlung der Collection de l’Art Brut in Lausanne.

## Ausstellungen
- Flying High: Künstlerinnen der Art Brut, Kunstforum Wien 2019[3]
- 5th Art Brut Biennial: Beliefs, Lausanne 2021–2022[4]
- Art brut – ein besonderer Dialog mit der Sammlung Würth, Museum Würth, 2023[5]